# Centro di sterminio di Bernburg
Il centro di sterminio di Bernburg (in tedesco: NS-Tötungsanstalt Bernburg) operò dal 21 novembre 1940 al 30 luglio 1943 in un'ala separata del sanatorio statale e dell'ospedale psichiatrico (Landes-Heil- und Pflegeanstalt) a Bernburg sul fiume Saale nello Stato tedesco della Sassonia-Anhalt. Era uno dei numerosi centri di eutanasia gestiti dai nazisti nell'ambito del loro "Programma di eutanasia" ufficiale, successivamente indicato dopo la guerra come Aktion T4. In questo centro sono morti un totale di 9.384 malati e portatori di handicap provenienti da 33 istituzioni assistenziali e case di cura, e circa 5.000 prigionieri di sei campi di concentramento nella camera a gas utilizzando il monossido di carbonio.
Oggi c'è un memoriale a Bernburg che commemora le vittime del Centro di sterminio di Bernburg.

## Prima fase operativa
Le vittime nel centro di sterminio di Bernburg sono state classificate in base al loro luogo di origine. Secondo l'organigramma comprendevano: malati e disabili provenienti da istituzioni delle province di Brandeburgo, Sassonia e Schleswig-Holstein, dagli stati di Anhalt, Brunswick e Meclemburgo nonché dalla capitale Berlino, e dalla città di Amburgo da cui venivano trasportate le vittime direttamente a Bernburg o tramite altri centri intermedi che comprendevano:
- Nella provincia di Sassonia: Jerichow (390), Uchtspringe (contea di Stendal) (864), Altscherbitz presso Schkeuditz (contea di Delitzsch) (1.385)
- Nella provincia di Brandeburgo: Görden presso Brandeburgo (1.110), Neuruppin (1.497) Teupitz, contea di Teltow (1.564)
- Nello Stato di Brunswick e altri: Königslutter (423)

Secondo un riassunto interno rimasto, la cosiddetta Statistica di Hartheim, 8.601 persone furono uccise a Bernburg nel 1941. Queste statistiche coprono solo la prima fase delle uccisioni del T4 che furono eseguite per ordine di Hitler del 24 agosto 1941, e non includono alcuna cifra per il 1940.
| 1940 | Nov | Dic | 1941 | Gen | Feb | Mar   | Apr   | Mag   | Giu   | Lug   | Ago | Totale        |
| ---- | --- | --- | ---- | --- | --- | ----- | ----- | ----- | ----- | ----- | --- | ------------- |
|      | 397 | 387 |      | 788 | 939 | 1,004 | 1,084 | 1,316 | 1,406 | 1,426 | 638 | 8,601 (9,384) |

### Medici dell'eutanasia
Gli organizzatori del programma di eutanasia nazista, in seguito noto come Aktion T4, Viktor Brack e Karl Brandt, stabilirono che l'uccisione dei pazienti potesse essere effettuata solo dai medici, decisione presa in base alla lettera di autorizzazione di Hitler, datata 1 settembre 1939, riferita solamente ai medici. Il funzionamento del rubinetto del gas era quindi compito dei medici nei centri di sterminio. Nonostante ciò, nel corso del Programma Eutanasia, in assenza dei medici o per altri motivi, il rubinetto del gas è stato azionato anche da personale non medico. In conformità con il mondo esterno, i medici usavano nomi falsi.
I seguenti medici hanno praticato l'eutanasia a Bernburg:
- Responsabile: Irmfried Eberl ("Dr. Schneider"): dal novembre 1940 all'agosto 1941; trasferito da Berlino di nuovo a Bernburg, 1942-1943
- Vice: Heinrich Bunke ("Dr. Keller"): dal novembre 1940 all'agosto 1941

### Fine della prima fase
Il 31 gennaio 1941, Joseph Goebbels scriveva nel suo diario: "Discusso con Bouhler la questione della liquidazione silenziosa dei malati di mente. 40.000 sono andati, 60.000 devono ancora andare. Questo è un lavoro difficile, ma necessario. E deve essere fatto ora. Bouhler è l'uomo giusto per farlo." La cifra prevista di 100.000 vittime qui menzionata non è stata raggiunta secondo le statistiche di Hartheim, la voce del diario è citata come prova che il programma è stato interrotto prematuramente.
Si è discusso se siano state le numerose proteste pubbliche di alti sacerdoti e altri dignitari, che hanno reso il programma di dominio pubblico, o il timore di azioni dirompenti da parte di altri paesi che hanno portato all'ordine di annullare ufficialmente il programma di eutanasia, il cosiddetto "Stop all'eutanasia". Anche lo storico, Uwe Dietrich Adam, si è posto da subito la domanda se il programma fosse stato interrotto perché i suoi specialisti in eutanasia erano urgentemente necessari nei campi di sterminio dove furono subito schierati.

## Aktion 14f13
L'Aktion 14f13 è stata utilizzata per eliminare i detenuti gravemente malati dei campi di concentramento o coloro che, per altri motivi, non erano in grado di lavorare: venivano indicati come "zavorra". L'Aktion 14f13 riguardava anche i prigionieri ebrei, indipendentemente dal loro effettivo stato di salute. Il programma è stato preparato, insieme all'Aktion T4, nella primavera del 1941, quando le commissioni mediche hanno visitato i campi di concentramento. In una lettera, dopo che era stata ordinata la cessazione del programma, è stato annunciato che Bernburg avrebbe dovuto "trattare a breve termine con i membri dei campi di concentramento". Nella primavera del 1942, 1.400 donne di Ravensbrück erano state uccise a Bernburg.

### Vittime notevoli
- Olga Benário Prestes
- Friedrich Brauner
- Käthe Leichter
- Irma Eckler, moglie di August Landmesser
- Maria Punjer
- Henny Schermann

All'inizio di giugno 1942, 300 prigionieri del campo di concentramento di Neuengamme furono trasportati a Bernburg e uccisi immediatamente dopo l'arrivo attraverso l'uso di monossido di carbonio, probabilmente il 5 giugno 1942. Queste 300 vittime (circa 80 prigionieri ebrei tedeschi e 220 detenuti, che erano stati arrestati come cosiddetti "asociali" o che erano gravemente malati e inabili al lavoro) sono tutti nominati nel luogo commemorativo del campo di concentramento di Neuengamme. I loro nomi possono essere consultati negli elenchi o nei pannelli della Casa della Memoria e nel Libro dei Morti nell'ex campo di concentramento di Neuengamme (disponibile anche in formato digitale).

## Operazione Reinhardt
Prima di lavorare a Bernburg, il SS-Obersturmführer Irmfried Eberl era medico e capo medico del centro di sterminio di Brandeburgo con lo stesso personale. Considerando la sua esperienza nelle gasazioni, dall'estate 1942 Eberl fu nominato comandante del campo di sterminio di Treblinka come parte della fase più mortale dell'Olocausto in Polonia conosciuta come Operazione Reinhardt. Irmfried Eberl fu nominato primo comandante del campo l'11 luglio 1942. Fu l'unico medico in capo a comandare un campo di sterminio durante la seconda guerra mondiale. Secondo alcuni, le sue scarse capacità organizzative resero presto disastrosa l'operazione di Treblinka; altri sottolineano che il numero di trasporti in arrivo rifletteva le aspettative selvaggiamente irrealistiche dell'alto comando nazista sulla capacità di Treblinka di "processare" questi prigionieri.

## Periodo post-1945
Nei primi anni della DDR, il tema dell'eutanasia a Bernburg non venne affrontato. Solo negli anni '80 il personale ospedaliero iniziò lentamente ad affrontare l'argomento. Sulla scia del Die Wende, è stato aperto un memoriale, che è stato poi trasferito nel 1994 allo Stato. Il direttore del memoriale è Ute Hoffmann. Dal 1º gennaio 2007, il memoriale è patrocinato dalla Fondazione Memoriale di Sassonia-Anhalt. Il 29 novembre 2006, nei locali del memoriale è stata fondata l'Associazione Amici del Memoriale per le vittime dell'eutanasia nazista a Bernburg.